# Aaptotoichus
Aaptotoichus es un género de foraminífero bentónico de la familia Textulariopsidae, de la superfamilia Spiroplectamminoidea, del suborden Spiroplectamminina y del orden Lituolida. Su especie tipo es Bigenerina clavellata. Su rango cronoestratigráfico abarca desde el Valanginiense (Cretácico inferior) hasta el Cenomaniense (Cretácico superior).

## Discusión
Clasificaciones previas incluían Aaptotoichus en el suborden Textulariina del orden Textulariida, o en el orden Lituolida sin diferenciar el suborden Spiroplectamminina.

## Clasificación
Aaptotoichus incluye a las siguientes especies:
- Aaptotoichus challengeri †
- Aaptotoichus clavellata †
- Aaptotoichus quinnaniensis †